# Цесевич Платон Іванович
Платон Іванович Цесевич (* 7 грудня 1879 — † 1958) — український оперний співак, бас. Батько астронома Володимира Цесевича.

## Життєпис
Народився на території теперішньої Білорусі. Походить з родини чеських емігрантів з прізвищем Тсісевіч. 1889 року його родина переїхала в Київ. Там десятирічного Платона з красивим голосом взяли дискантом до найкращий у місті церковного хору в Софіївському соборі під керівництвом Я. Колишевского.
На оперній сцені з 1896 в українських трупах. З 1904 соліст Харківської опери, 1907 — 15 в Одесі, Харкові й Києві. З 1915 соліст Большого театру і театру Зиміна в Москві.
У 1916 — 1923 роках виступав у містах України і Кавказу, 1925 — 26 і 1932 в операх Франції й Італії; 1933 — 48 концертував по СРСР.
В 1919 співав в Київському оперному театрі «Музична драма».

## Особисте життя
Був одружений з педагогинею Єлизаветою Олександрівною Цесевич, але до 1914 року розлучився з нею. Їхній син Володимир Платонович Цесевич (1907—1983) став відомим астрономом, дослідником змінних зір, директором Одеської обсерваторії.

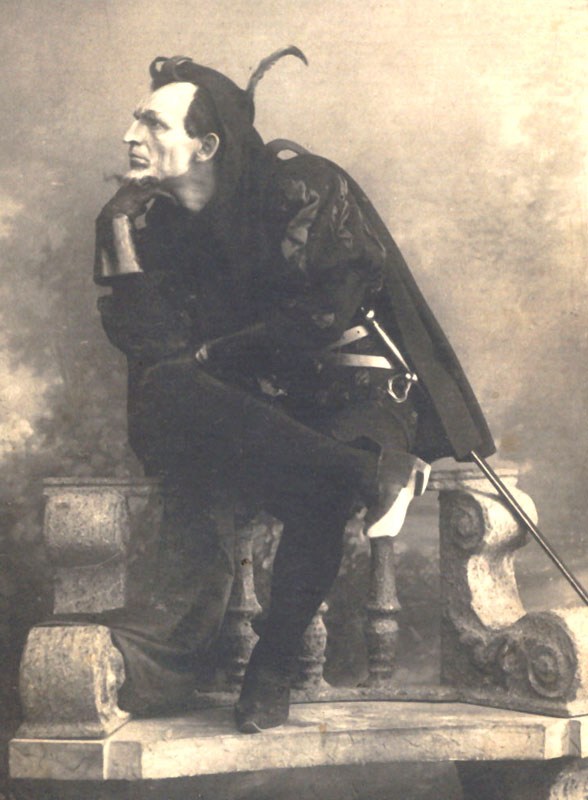
В ролі Мефістофеля
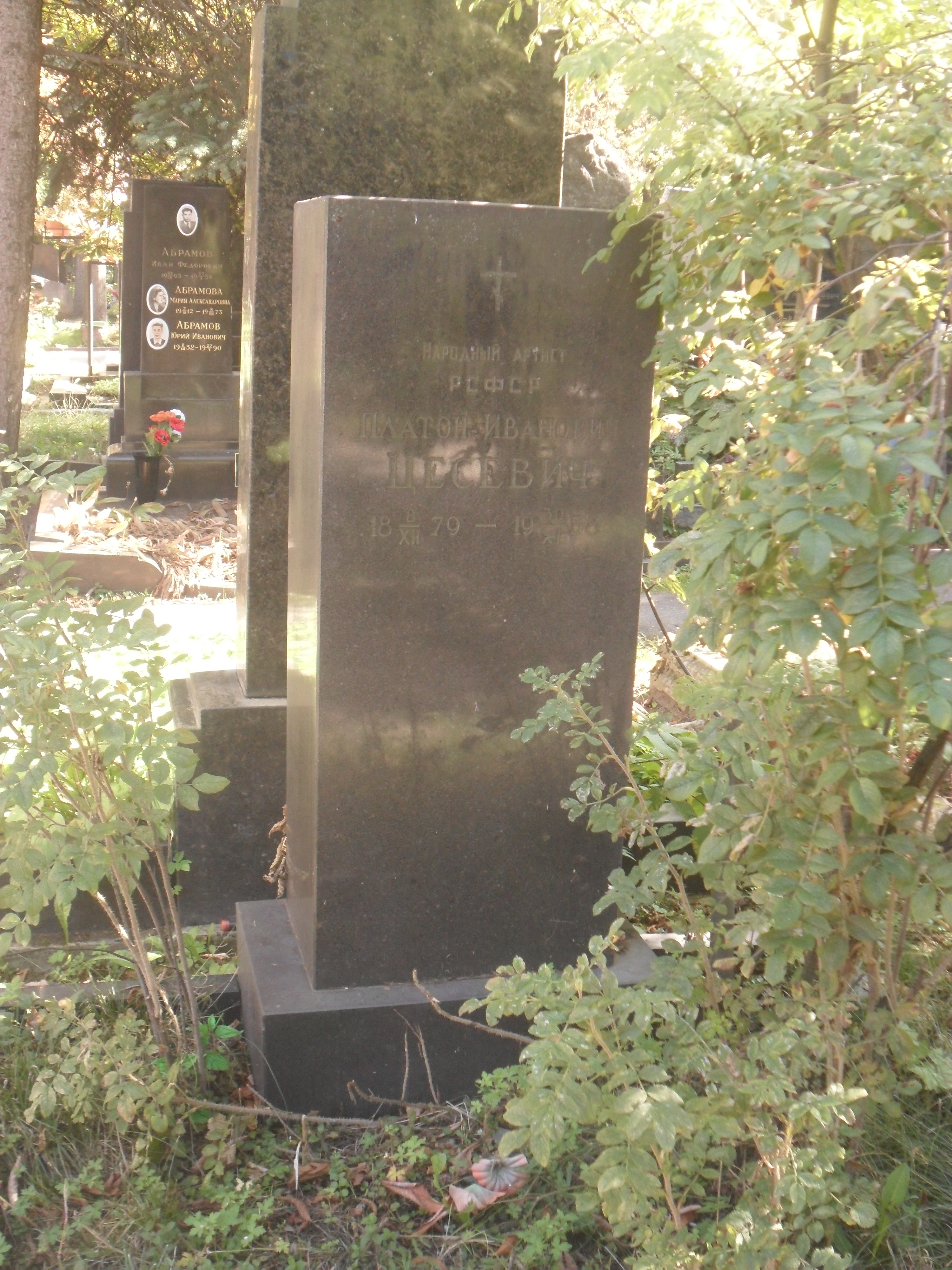
Могила Цесевича